# هيو كيرنوهان
هيو كيرنوهان (مواليد 2 يوليو 1958) هو مبارز بالسيف من المملكة المتحدة، مثّل بلاده في الألعاب الأولمبية الصيفية 1988.

## روابط رياضية
هيو كيرنوهان على موقع أوليمبيديا (الإنجليزية)
- هيو كيرنوهان على موقع اللجنة الأولمبية البريطانية (الإنجليزية)